# Pas d'Halfaya
El Pas d'Halfaya (àrab: ممر حلفيا, mamarr Ḥalfayā) és un pas muntanyós situat a l'Àfrica del Nord, a la frontera entre Egipte i Líbia. Durant la Segona Guerra Mundial, va ser el lloc on es va produir batalles singulars en els intents de les forces britàniques per reconquistar la Cirenaica que estava en mans de les forces italo-alemanyes comandades per Rommel (Operació Battleaxe, Operació Crusader i Operació Brevity). En una de les més conegudes batalles, l'Hauptmann Wilhelm Bach portant el comandament d'una bateria antiaèria de 88 mm, reutilitzada com arma antitancs, va destruir des del Pas d'Halfaya 11 dels 12 carros blindats britànics que l'atacaven, pertanyents a l'11. d'Hússars.